# Avianca Express
Avianca Express  ist eine im Dezember 2018 gegründete kolumbianische Regionalfluggesellschaft. Sie gehört der Avianca Holdings und ist als Teil des Anpassungsplans für ihr Betriebsmodell und auf der Suche nach mehr Rentabilität und Effizienz gedacht. Zunächst unter dem Arbeitstitel Regional Express Américas S.A.S. (REA) ab Frühjahr 2019 abgehoben, fliegt sie seit Mitte Februar 2020 unter der neu festgelegten Marke.
Die Besonderheit der neuen Strategie von Avianca Holdings besteht darin, dass die Flüge nicht durch die Luftfahrt-Drehkreuze Bogotá-Eldorado und Medellín-Rionegro geleitet werden, sondern von Punkt zu Punkt. Avianca Holdings erhielt im Februar 2018 von der nationalen Aerocivil die Luftverkehrszulassung für den kolumbianischen Regionalmarkt.
Der Flugbetrieb wird ausschließlich mit einer Flotte von drei Airbus A 320 durchgeführt. Im Gegenzug hat sich die Muttergesellschaft Avianca aus den Regionalzentren schrittweise zurückgezogen und bedient nur noch wichtige nationale wie internationale Destinationen.

## Flugziele
Avianca Express konzentriert sich seit dem 1. März 2019 auf regionale Routen von Bogotá nach Städten wie Manizales, Florencia, Villavicencio, Yopal, Neiva, Ibagué und Popayán und von Cali nach Pasto und Tumaco. Ab August 2019 zusätzlich zwischen Bucaramanga und Cartagena.
Ab dem 30. März 2020 nimmt Avianca Express zusätzlich am Flughafen Olaya Herrera in Medellín den Betrieb auf, der seit 20 Jahren nicht mehr von Avianca angeflogen wurde, mit Verbindungen nach Quibdó, Montería und Bucaramanga. Abgesehen davon tritt auch ein neuer Flugplan in Kraft, der Verbesserungen bei Verbindungen von und nach Bogotá und zusätzlich eine neue Verbindung nach Barrancabermeja beinhaltet.

## Flotte

### Aktuelle Flotte
Mit Stand April 2025 besteht die Flotte der Avianca Express aus drei Flugzeugen mit einem Durchschnittsalter von 12,2 Jahren:
| Flugzeugtyp     | aktiv | bestellt | Anmerkungen                     | Sitzplätze (Business/Economy) | Durchschnittsalter |
| --------------- | ----- | -------- | ------------------------------- | ----------------------------- | ------------------ |
| Airbus A320-200 | 3     |          | zwei mit Sharklets ausgestattet | 180 (12/168)                  | 12,2 Jahre         |
| Gesamt          | 3     | -        |                                 |                               | 12,2 Jahre         |

### Aktuelle Sonderbemalungen
| Flugzeugtyp     | Luftfahrzeugkennzeichen | Bemalung | Zeitraum       | Bild |
| --------------- | ----------------------- | -------- | -------------- | --- |
| Airbus A320-200 | N724AV                  | „Pride“  | seit Juli 2022 | Bild gesucht Die Wikipedia wünscht sich an dieser Stelle ein Bild. Falls du dabei helfen möchtest, erklärt die Anleitung , wie das geht. |

### Ehemalige Flugzeugtypen
In der Vergangenheit setzte Avianca Express bereits folgenden Flugzeugtypen ein:
- ATR 72-600
- Airbus A319-100